# Linnea Torstenson
Linnea Torstenson (ur. 30 marca 1983 roku w Esklistunie), szwedzka piłkarka ręczna, reprezentantka kraju, rozgrywająca. Od sezonu 2012/13 będzie występowała w słoweńskim RK Krim.
Największy sukces odniosła w 2010 r., zdobywając wicemistrzostwo Europy w Danii i Norwegii, a na zakończenie turnieju została wybrana MVP.

## Sukcesy

### reprezentacyjne
- Mistrzostwa Europy:
  -  2010

### klubowe
- Mistrzostwa Danii:
  -  2011
- Puchar EHF:
  -  2011
- Liga Mistrzyń:
  -  2016

## Nagrody indywidualne
- MVP Mistrzostw Europy 2010